# Rozhledna Kubalonka
Rozhledna Kubalonka, polsky Wieża widokowa Kubalonka , Punk widokowy Kubalonka, Platforma widokowa Kubalonka nebo Mini-wieża widokowa na Kubalonce, je nízká dřevěná rozhledna/vyhlídka s nosnou příhradovou konstrukcí. Nachází se u vrcholu hory Kubalonka (830 m n. m.) nad přírodní rezervací Rezerwat Przyrody Wisła v krajinném parku Park Krajobrazowy Beskidu Śląskiego. Rozhledna leží na masivu hory Barania Góra ve Slezských Beskydech v jižním Polsku. Patří k městu Visla v okrese Těšín ve Slezském vojvodství. Rozhledna je zastřešená a výstup na ní je po žebříku. Výhled je směrem na Jezioro Czerniańskie a přilehlé hory. Místo je celoročně volně přístupné a to nejlépe z blízkého průsmyku Szarcula po lesní cestě po žluté turistické značce.

## Galerie

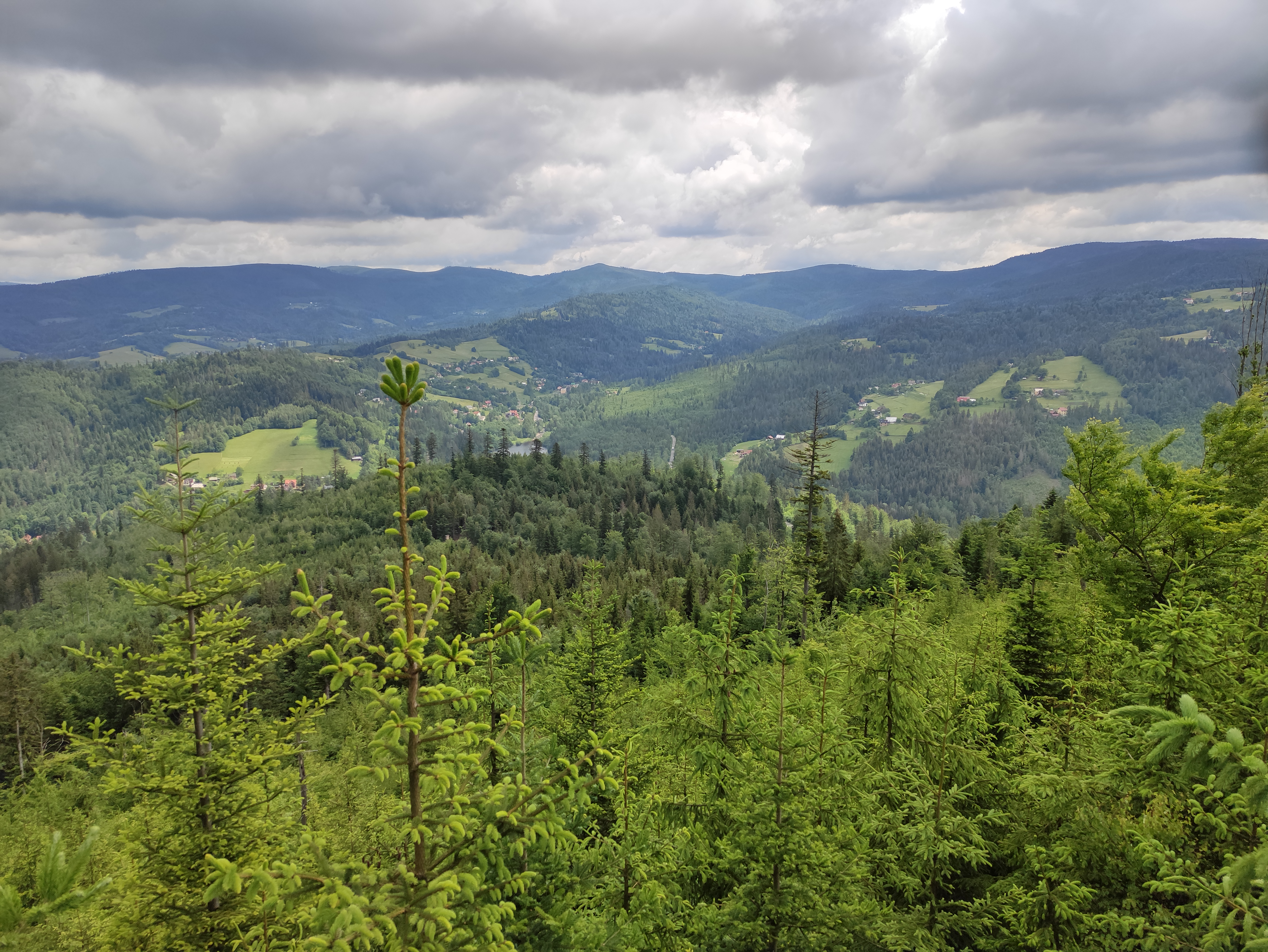
Vyhlídka z rozhledny